# Gina Gershon
Gina Gershon (født 10. juni 1962 i Los Angeles i Californien i USA) er en amerikansk skuespillerinde. Hun er mest kendt for sine roller i filmene Cocktail (1988), Showgirls (1995), Bound (1996), og Face/Off (1997).
Gershon er jødisk. Hun gik på Beverly Hills High School med Lenny Kravitz. Efter high school, flyttede Gershon til Boston, hvor hun gik på Emerson College.
Gershon er også kendt for at have en stor tilhængerkreds af homofile og lesbiske fans, sandsynligvis på grund af hendes lesbiske/biseksuelle roller i film som Bound og Showgirls. I begge film har hun udprægede, nøgne lesbiske kærlighedsscener.

## Privatliv
Gershon er trods sine mange lesbiske scener og kom i år 2000 sammen med skuespilleren Owen Wilson og har også haft et forhold med skuespilleren John Cusack.
I 2008 skrevet det amerikanske magasin Vanity Fair at hun kom sammen med den tidligere præsident Bill Clinton.  I det amerikanske tv-show Live with Regis and Kelly sagde hun den 9. juni 2008, "It is such a crazy, outrageous lie… I met him three times at events. It disturbed me on so many levels."

## Udvalgt filmografi
| År   | Titel                        | Rolle             | Noter |
| ---- | ---------------------------- | ----------------- | ----- |
| 2005 | Category 7: End of the World | «Judith Carr»     |       |
| 2003 | Prey for Rock and Roll       | «Jacki»           |       |
| 2002 | Borderline                   | «Lila Coletti»    |       |
| 2001 | Driven                       | «Cathy Heguy»     |       |
| 1999 | The Insider                  | «Helen Caperelli» |       |
| 1997 | Face/Off                     | «Sasha Hassler»   |       |
| 1996 | Bound                        | «Corky»           |       |
| 1995 | Showgirls                    | «Crystal Connors» |       |
| 1991 | Out for Justice              | «Patti Madano»    |       |
| 1988 | Red Heat                     | «Cat Manzetti»    |       |
| 1988 | Cocktail                     | «Coral»           |       |
| 1986 | Pretty In Pink               | Bennys bestevend  |       |

## TV
- Snoops (1999) -«Glenn Hall»
- Curb Your Enthusiasm (2004) – «Anna»
- Tripping the Rift (2004) -«Six» (Stemme, erstattet af Carmen Electra i sæson 2)
- The Batman (2005) -«Catwoman» (Stemme)